# Autobus pancerny
Autobus pancerny − rodzaj autobusu będący jego opancerzoną wersją. Autobusy pancerne mają na celu ochronę przed bronią palną i improwizowanymi materiałami wybuchowymi osób przewożonych.

## Historia
Lekko opancerzony autobus typu LGOC B wykorzystany został po raz pierwszy podczas I wojny światowej, gdzie transportował żołnierzy brytyjskich na front. Obecnie w Izraelu ze względów bezpieczeństwa uczniowie transportowani są przez autobusy szkolne, wyposażone w lekki pancerz chroniące przed ostrzelaniem z przejeżdżającego obok pojazdu czy nawet przed zamachowcem-samobójcą. Dodatkowo w Izraelu autobusy pancerne uznano za najbezpieczniejsze środki transportu publicznego. Oszacowano również, że liczba ofiar spadła po wprowadzeniu autobusów pancernych niż w przypadku zwykłych autobusów nie posiadających pancerza. Również niektóre autobusy pancerne służą transportowi więźniów (więźniarka).

## Galeria

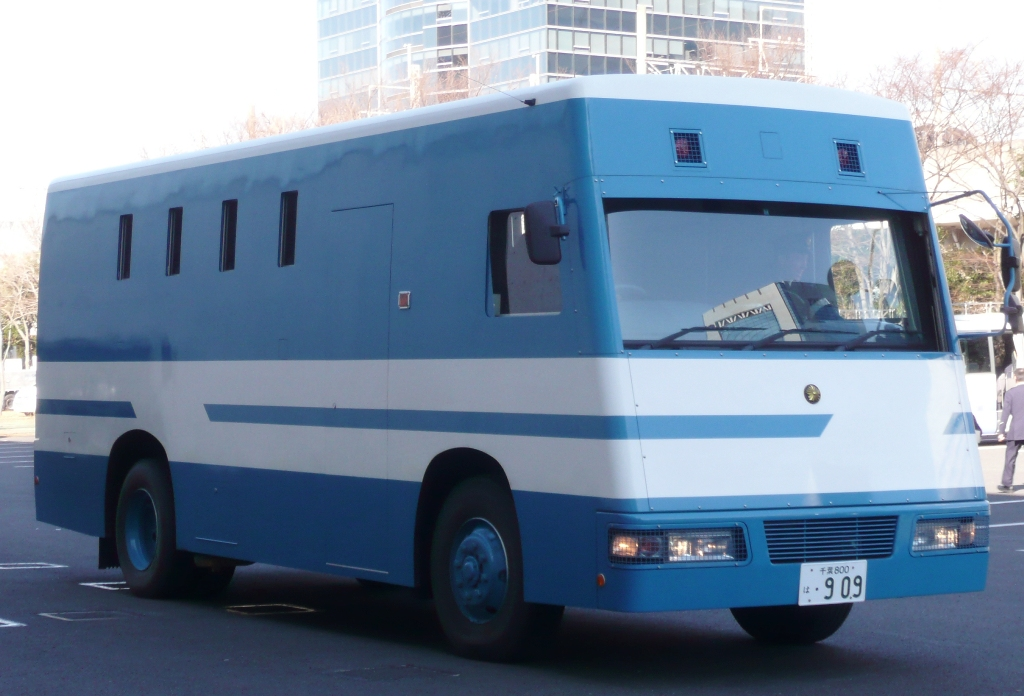
Opancerzony autobus policyjny.
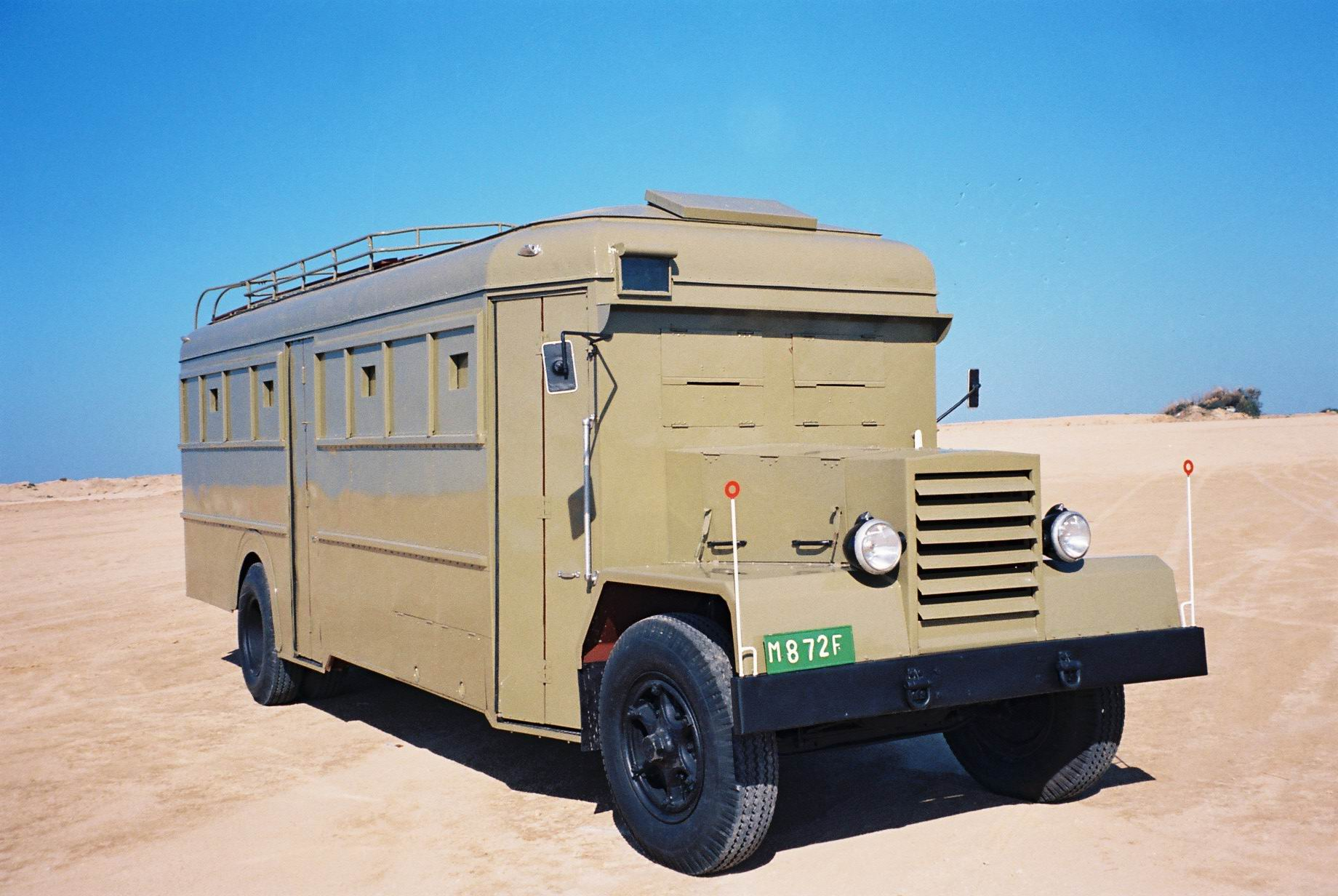
Jeden z autobusów pancernych w Izraelu.
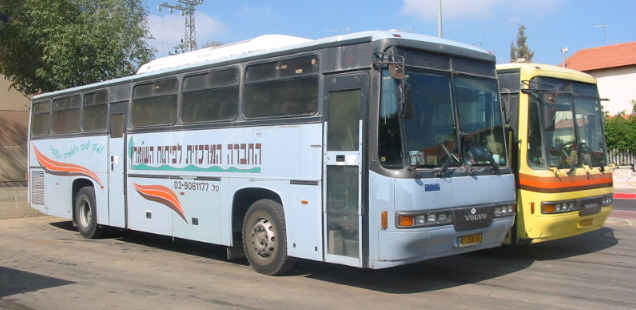
Lekko opancerzone autobusy w Izraelu.